# Miejska Góra (Limanowa)

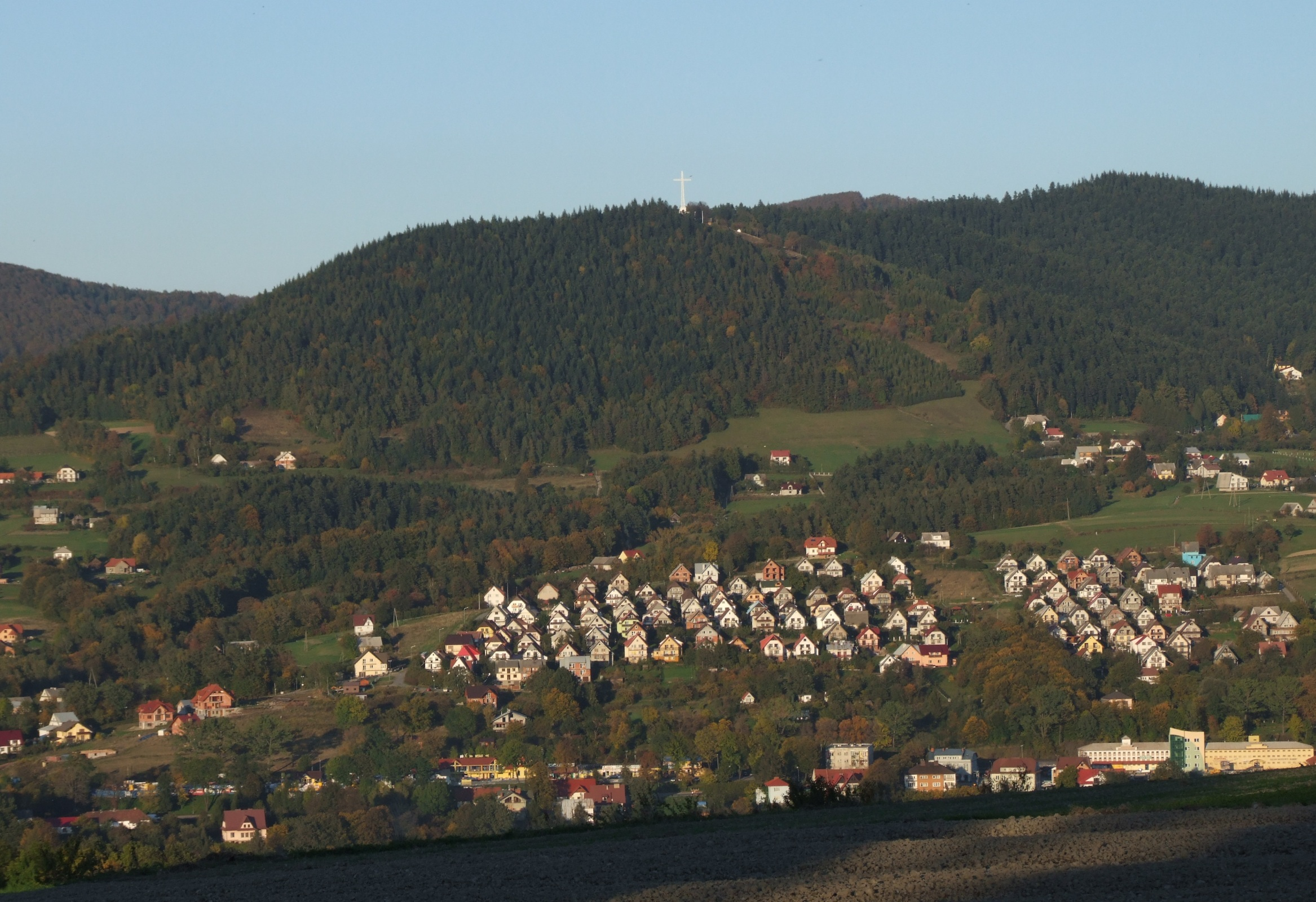
Widok na Miejską Górę z Lipowego

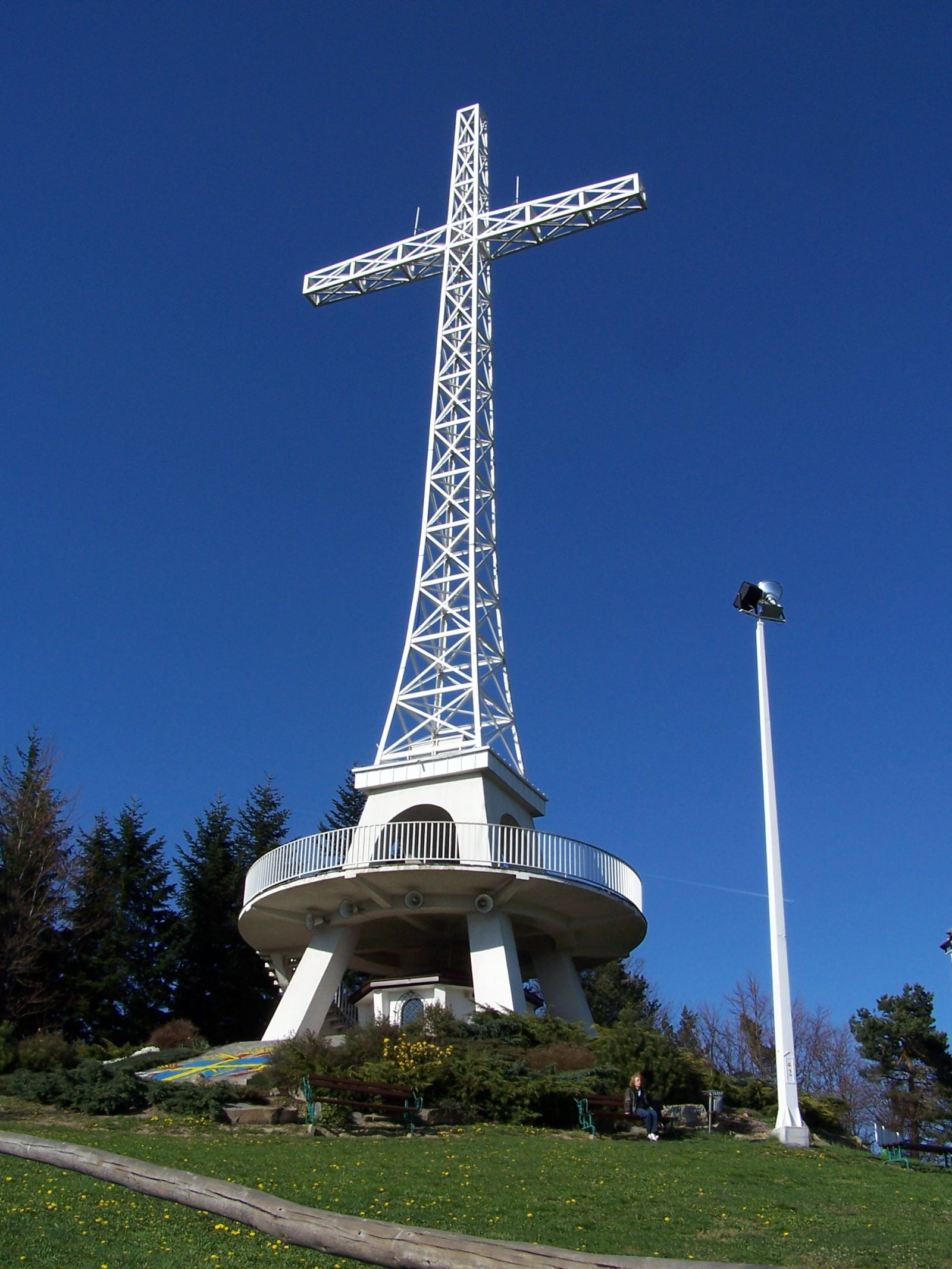
Krzyż na Miejskiej Górze

Miejska Góra (716 m) – góra wznosząca się ponad miastem Limanowa w województwie małopolskim, w powiecie limanowskim. Wraz z sąsiednią Łysą Górą, od której oddzielona jest płytką przełęczą, wchodzi w skład Pasma Łososińskiego w Beskidzie Wyspowym. Obie góry należą do jego bocznego grzbietu odbiegającego z Sałasza Zachodniego. Bardziej strome i porosnięte lasem północne stoki Miejskiej Góry opadają do doliny potoku Skrudlak, południowe do doliny Mordarki, natomiast zachodnie – Sowlinki. Południowe i zachodnie stoki w dolnej części zajęte są przez zabudowania Limanowej i pola uprawne, znajdują się na nich też duże, dochodzące aż do szczytu i dawniej uprawiane, a obecnie zarastające tereny. Duży obszar w rejonie szczytu jest bezleśny, znajdują się na nim łąki i pojedyncze zabudowania. Dzięki temu z wierzchołka rozciąga się szeroka panorama widokowa.
Na szczycie Miejskiej Góry znajduje się wysoki krzyż, zwany Krzyżem Jubileuszowym. Został zbudowany w latach 1997–1999 z inicjatywy komitetu społecznego, kierowanego przez Ryszarda Kulmę. Krzyż ma wysokość 37 metrów, rozpiętość ramion 13 m, a w momencie wybudowania był największym krzyżem w Polsce. Jego konstrukcja jest dwuczęściowa. Dolna część, wsparta na czterech nogach-podporach, ma wysokość 9 m, jest żelbetowa, a w połowie jej wysokości znajduje się kolisty taras widokowy. Górna część to stalowa konstrukcja kratownicowa o wysokości 28 m. Cała konstrukcja ma masę 350 ton. Projektantem krzyża był limanowski architekt Leszek Pilawski.
Poświęcenia krzyża, wzniesionego dla uczczenia 2000-lecia chrześcijaństwa, dokonał ówczesny biskup tarnowski Wiktor Skworc. Pod tarasem znajduje się kapliczka z kopią figury Matki Boskiej Bolesnej z limanowskiej bazyliki.
Z tarasu widokowego roztacza się dookolna panorama, obejmująca Beskid Wyspowy, Beskid Sądecki, Gorce, a przy dobrej widoczności również Tatry. Po przejściu od krzyża kilkaset metrów szlakiem w północno-wschodnim kierunku otwiera się druga panorama widokowa na zachodnią i północną część Beskidu Wyspowego niewidoczną spod krzyża – w tamtym punkcie zasłaniają ją drzewa. Krzyż pomalowany jest białą, odblaskową farbą, a po zmroku oświetlony czterema reflektorami. Dzięki temu góra jest rozpoznawalna z dużych odległości również nocą.
Na szczyt Miejskiej Góry prowadzą szlaki turystyczne. Obok krzyża znajdują się ławki i tablica z opisem panoramy widokowej, w sezonie letnim czynny jest bufet.

## Szlaki turystyki pieszej
Limanowa – Miejska Góra – Sałasz – Jaworz. Szlak rozpoczyna się obok dworca PKS i początkowo prowadzi ul. Leśną pod las. Czas przejścia: 3:10 h, suma podejść 670 m.
 odchodzący pod lasem Miejskiej Góry od niebieskiego szlaku żółty szlak przez Łysą Górę i szczyt Miejskiej Góry. Zatacza on pętlę i inną drogą powraca do tego samego miejsca pod lasem.